# لا سژ (ویرجینیای غربی)
لا سژ(به انگلیسی: Lesage) شهری در ایالت ویرجینیای غربی کشور ایالات متحده آمریکا است که جمعیت آن در سرشماری سال ۲۰۱۰ میلادی، ۱٬۳۵۸ نفر بوده‌است.